# 卢克·“明”·弗拉纳根

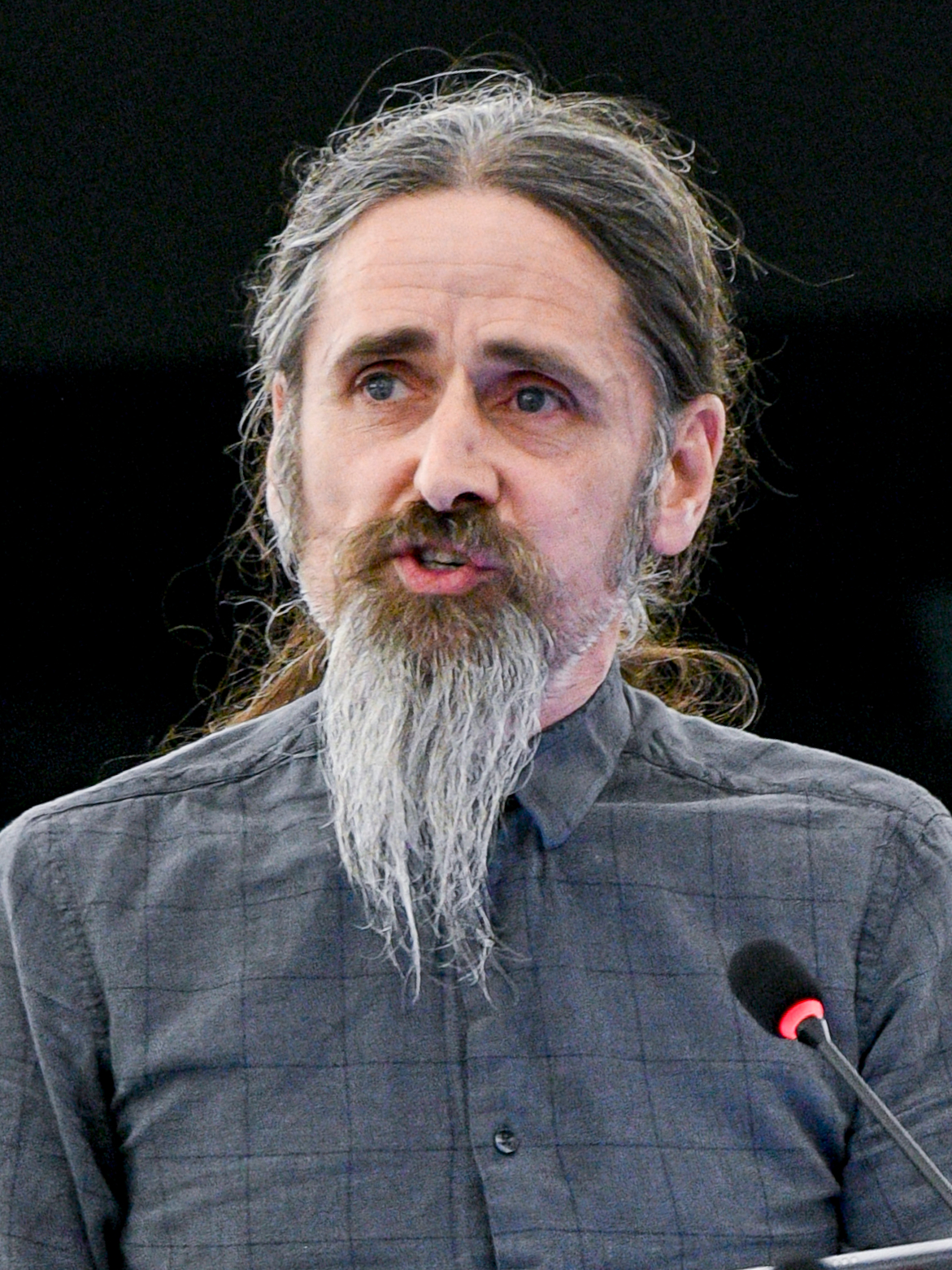
2019年的卢克·“明”·弗拉纳根

卢克·“明”·弗拉纳根（英語：Luke 'Ming' Flanagan；1972年1月22日—）是一个爱尔兰政治家。

## 个人生活
弗拉纳根出生于罗斯康芒。他的父亲是一个木匠。他在戈尔韦地区技术学院学习科学两年后辍学。随后，他进入斯莱戈理工学院学习机械工程。
弗拉纳根曾多次因持有大麻供个人使用而被定罪。1998年，他因拒绝缴纳违反《垃圾污染法》的罚款，被判处在卡文郡的洛根之家开放式监狱服刑15天，实际服刑9天；次年，他又因持有大麻在洛根之家服刑。
弗拉纳根与朱迪·弗拉纳根结婚，育有3个女儿。他患有自闭症。

## 政治生涯
自2014年以来，他一直是爱尔兰米德兰—西北选区的欧洲议会议员。他是一个独立人士，但在欧洲议会中加入欧洲议会左翼—GUE/NGL党团。
弗拉纳根曾于2004年—2011年担任罗斯康芒郡议会议员。他首次当选是在2004年地方选举中，并在2009年再次当选。从2010年起担任罗斯康芒市长，直至在2011年大选中当选为罗斯康芒—南利特里姆选区的众议院议员。他在爱尔兰众议院任职3年后，于2014年欧洲议会选举中作为独立候选人当选为米德兰—西北选区的欧洲议会议员。弗拉纳根是一名社会活动家，以其长期参与大麻合法化运动和处理爱尔兰警察的腐败指控而闻名。